# Begleitetes Wohnen in Familien
Beim Begleiteten Wohnen in Familien handelt es sich um eine Form der Betreuung behinderter Menschen. Diese Form der Betreuung wurde zunächst für psychisch behinderte Menschen konzipiert, findet aber in den letzten Jahren zunehmend auch für geistig behinderte Menschen Verbreitung.
Die betroffenen Menschen werden hierbei in einer Pflegefamilie untergebracht. Die Pflegefamilie bindet den behinderten Menschen in den Familienalltag ein und wird bei schwierigen Fragen im Umgang mit der Behinderung von Fachkräften unterstützt. Ziel des Begleiteten Wohnens in Familien ist es, eine (in der Regel deutlich teurere) Unterbringung in einer stationären Einrichtung zu vermeiden. Die Familien erhalten ein pauschalisiertes Pflegegeld zur Deckung der Kosten für Verpflegung und Unterkunft.
Das Begleitete Wohnen in Familien ist regional sehr unterschiedlich verbreitet; die meisten Plätze gibt es in Baden-Württemberg, Nordrhein-Westfalen und Bayern, während die Leistung in den nord- und ostdeutschen Ländern nahezu unbekannt ist. Mit dem Bundesteilhabegesetz wurde diese Leistungsform in § 80 SGB IX dauerhaft kodifiziert, vorher gab es nur befristete Rechtsgrundlagen als Pilotprojekt.